# Nordanåkvarteret

Nordanåkvarteret var ett kvarter i Skänninge stad. Kvarteret låg i nordvästra delen av staden, på andra sidan Skenaån.